# Mahabúb Nagar
Mahabúb Nagar (telugsky మహబూబ్ నగర్) je město v Telangáně, jednom z indických svazových států. K roku 2011 v něm žilo přes 157 tisíc obyvatel.

## Poloha
Mahabúb Nagar leží v jihozápadní části Telangány přibližně sto kilometrů jihozápadně od Hajdarábádu.

## Obyvatelstvo
Většina obyvatel vyznává hinduismus (64 %), následuje islám (34 %).